# Constitution provisoire syrienne de 1964
Constitution syrienne du 5 septembre 1950 Constitution provisoire syrienne du 1er mai 1969
La Constitution provisoire syrienne du 25 avril 1964 fut la première constitution de la République arabe syrienne sous le régime du Parti Baas syrien. Elle fut remplacée par la Constitution provisoire syrienne du 1er mai 1969.